# ¡Presto! Escuela de magia
¡Presto! Escuela de magia (título original en francés, Presto! le Manoir Magique) es una serie de animación franco-belga en 52 episodios de 11 minutos, es una serie de televisión spin-off de la película La casa mágica, es dirigida por David Lopez y Fabrice Fouquet y producida por TeamTO. Se emitió entre el 13 de octubre de 2021 y el 6 de abril de 2023 en M6. La emisión en RTBF en Bélgica está prevista para el 1 de noviembre de 2021.

## Resumen
Una banda de niños talentosos y curiosos que sueñan con convertirse en magos. Los estudiantes estrella Dylan y Lisa no pueden creer lo afortunados que son de ser parte de esta nueva escuela. Lorenzo, un mago jubilado de renombre internacional, y su sobrino han convertido su antigua mansión en ¡Presto! Escuela de magia, donde Lisa, Dylan y sus compañeros aspirantes a magos Nica, Violet y Vincent, aprenden los trucos del oficio. Todos tienen una razón diferente para asistir a la escuela, pero tienen una cosa en común: ¡la pasión por la ilusión, la magia y el arte de la magia!

## Episodios
| N.º en serie | Título                                                                   | Fecha de estreno original | Fecha de estreno Latinoamérica                                             | Cod. Prod. |
| --- | ------------------------------------------------------------------------ | ------------------------- | -------------------------------------------------------------------------- | ---------- |
| 1 | «La magia del escenario» «Le théâtre des illusions»                      | 2021                      | 21 de marzo de 2022                                                        | 101        |
| La inspectora Phyllis va a supervisar Presto. Los últimos toques tecnológicos de Lisa para el truco de Nica dañan el escenario. Daniel está emocionado: cuando la inspectora vea el escenario, cerrará Presto y él finalmente podrá vender la mansión. |                                                                          |                           |                                                                            |            |
| — | —                                                                        | 2021                      | 2022                                                                       | —          |
| — | —                                                                        | 2021                      | 2022                                                                       | —          |
| — | —                                                                        | 2021                      | 2022                                                                       | —          |
| — | —                                                                        | 2021                      | 2022                                                                       | —          |
| — | —                                                                        | 2021                      | 2022                                                                       | —          |
| — | —                                                                        | 2021                      | 2022                                                                       | —          |
| — | —                                                                        | 2021                      | 2022                                                                       | —          |
| — | —                                                                        | 2021                      | 2022                                                                       | —          |
| 35 | «El truco del escape» «Juega como Houdini»                               | 2021                      | 21 de julio de 2022 (Señal Sur)10 de octubre de 2022 (Señal Panregional)   | 135        |
| Para honrar al gran Houdini, Lorenzo organiza un desafío de escapismo grupal. ¡Deben escapar de la mansión! Habitación por habitación, los niños deben superar una serie de desafíos mentales y físicos cada vez más difíciles o quedarán atrapados.   |                                                                          |                           |                                                                            |            |
| — | —                                                                        | 2021                      | 2022                                                                       | —          |
| 37 | «Kiki vence a Rufus» «Kiki la terreur»                                   | 2021                      | 10 de octubre de 2022 (Señal Sur)11 de octubre de 2022 (Señal Panregional) | 137        |
| Vincent se sorprende cuando descubre que Kiki golpeó a Rufus, el doberman ahora tiene miedo de su sombra. |                                                                          |                           |                                                                            |            |
| 38 | «El mejor de Presto» «Atout pique pour Dylan»                            | 2021                      | 11 de octubre de 2022 (Señal Sur)12 de octubre de 2022 (Señal Panregional) | 138        |
| Dragontooth actúa en la ciudad, pero uno de sus alumnos está enfermo. Le pide a Lorenzo, un niño Presto para reemplazarlo. |                                                                          |                           |                                                                            |            |
| 39 | «Los padres de Vincent» «Des parents encombrants»                        | 2021                      | 12 de octubre de 2022 (Señal Sur)13 de octubre de 2022 (Señal Panregional) | 139        |
| Sintiendo que su hijo está un poco deprimido, los padres de Vincent deciden pasar unos días en la mansión. |                                                                          |                           |                                                                            |            |
| 40 | «Los amigos nuevos de Vincent» «Atout pique pour Dylan»                  | 2021                      | 13 de octubre de 2022 (Señal Sur)14 de octubre de 2022 (Señal Panregional) | 140        |
| Queriendo unirse a la banda de As de Picas, Vincent está atrapado, debe robar el nuevo invento de Lisa para dárselo a los Aces o tendrá problemas. |                                                                          |                           |                                                                            |            |
| 41 | «¿Qué le pasó a Chef?» «Rendez-nous Chef»                                | 2021                      | 14 de octubre de 2022 (Señal Sur)17 de octubre de 2022 (Señal Panregional) | 141        |
| Para un concurso en internet, Violet le pide a Lisa que mejore a Chef para realizar su truco de mentalismo. Pero la manipulación hace que el Chef se enoje y se convierta en un puro fanático de la limpieza.                                          |                                                                          |                           |                                                                            |            |
| 42 | «Rufus habla» «Le génial Rufus»                                          | 2021                      | 17 de octubre de 2022 (Señal Sur)18 de octubre de 2022 (Señal Panregional) | 142        |
| Vincent se queja de que Lisa nunca le hizo un truco cuando todos los demás tenían uno. Cansada, Lisa cumple y le da un traductor de animales. |                                                                          |                           |                                                                            |            |
| 43 | «Las predicciones de Violet» «La prédiction de Violette»                 | 2021                      | 18 de octubre de 2022 (Señal Sur)19 de octubre de 2022 (Señal Panregional) | 143        |
| Violet ha tirado el tarot y las cartas están claras, la desgracia caerá hoy sobre la mansión, para los niños es superstición, pero cuando Violet entra en un delirio de seguridad para evitar cualquier desastre, hay que actuar.                      |                                                                          |                           |                                                                            |            |
| 44 | «Gato malo» «Le roi des filous»                                          | 2021                      | 19 de octubre de 2022 (Señal Sur)20 de octubre de 2022 (Señal Panregional) | 144        |
| Es una sorpresa cuando Dylan regresa acompañado de un gato muy lindo que se encuentra en el parque. Él lo mantendrá. |                                                                          |                           |                                                                            |            |
| 45 | «El caso de las cartas desaparecidas» «Le mystère des cartes manquantes» | 2021                      | 20 de octubre de 2022 (Señal Sur)21 de octubre de 2022 (Señal Panregional) | 145        |
| Violet recibe una baraja de tarot de su abuela, pero es demasiado valiosa para que ella lo use. Cuando ésta desaparece, hay pánico, con Dylan lidera la investigación para descubrir al culpable.                                                      |                                                                          |                           |                                                                            |            |
| 46 | «Las cajas mágicas» «Le tour des boîtes d'adieu»                         | 2021                      | 21 de octubre de 2022 (Señal Sur)                                          | 146        |
| Lorenzo advierte a Violet sobre el truco de Leon Lúgubre, "Las cajas mágicas", los objetos e incluso los animales se han ido para siempre, al escuchar esto los ayudantes peludos de Presto entran en pánico.                                          |                                                                          |                           |                                                                            |            |